# Флориени (Арђеш)
Флориени (рум. Florieni) насеље је у Румунији у округу Арђеш у општини Албештиј де Арђеш. Oпштина се налази на надморској висини од 708 m.

## Становништво
Према подацима из 2002. године у насељу је живело 49 становника, од којих су сви румунске националности.